# Emília Claramunt i Cervera
Emília Claramunt i Cervera (Alcoi, 1897 - Barcelona, 1950) fou una militant anarquista valenciana, membre de la CNT.
Filla del dirigent anarquista Josep Claramunt i Creus, va ser una activista destacada durant la Setmana Tràgica del 1909 i la vaga de la Seydoux del 1910, indústria tèxtil llanera del sabadellenc barri de Gràcia. Juntament amb Balbina Pi, encapçalà la manifestació feminista i la protesta obrera en contra de l'encariment de les subsistències, durant la vaga general de 1918.